# 高橋ゆかり
高橋 ゆかり（たかはしゆかり、1969年11月13日 - 、本名：勝間ゆかり）は、千葉県出身のタレント、レポーター。トヨタオフィス所属。

## 略歴
血液型はO型。特技はバトン、テニス。
実妹の勝間みさきも同事務所に所属し、1990年代前半にはテレビ朝日の深夜情報番組『MITSUBISHI Hot Information Press-H・I・P』を姉妹コンビで担当していた。

## 出演
テレビ
- FNNスーパーニュース（フジテレビ） - スーパー特報/レポーター
- わっつ!NEW（テレビ東京） - レポーター・MC
- めざましTV（フジテレビ） - めざまし調査隊レポーター
- サイエンスアイ（NHK教育） - レポーター
- 快適!ズバリ（テレビ朝日） - レポーター

CM
- 山梨中央銀行ポスター（1986年）
- 味の素企業イメージ（1986 - 1987年）
- オートラマCF（1987年）
- NACK5開局告知中吊り（1988年）
- JR九州オレンジカードリーフレット他（1989年）
- スズキ・ランディ（2007年）